# Ubaldo Ramón Santana Sequera
Ubaldo Ramón Santana Sequera, FMI (Cagua, 16 de maio de 1941) é prelado católico venezuelano e arcebispo emérito de Maracaibo, a qual governou de 2000 a 2018.

## Biografia
Ubaldo Santana ingressou no seminário menor da Congregação dos Filhos de Maria Imaculada em Chavagnes-en-Paillers, Vendée, onde frequentou o ensino médio, o noviciado e os cursos filosóficos. Concluiu os estudos teológicos na Pontifícia Universidade Gregoriana e os cursos de Ciências da Educação na Universidade Católica "Andrés Bello" de Caracas.
Foi ordenado sacerdote em 12 de outubro de 1968. Depois da ordenação, dedicou-se às tarefas educativo-pastorais; trabalhou posteriormente com sucesso, nacionalmente, como coordenador do diaconado permanente e na criação e gestão de um Instituto Pastoral ao nível universitário.
Em 4 de abril de 1990, o Papa João Paulo II o nomeou bispo auxiliar de Caracas e bispo titular de Caeciri. O Arcebispo de Caracas, Cardeal José Ali Lebrún Moratinos, o consagrou em 27 de maio do mesmo ano, na Catedral de Caracas; os co-consagrantes foram Domingo Roa Pérez, Arcebispo de Maracaibo, e Miguel Antonio Salas Salas CIM, Arcebispo de Mérida.
Em 2 de maio de 1991, foi nomeado Bispo de Ciudad Guiana. Em 11 de novembro de 2000, foi promovido a Arcebispo de Maracaibo.

O Papa Francisco aceitou sua aposentadoria em 24 de maio de 2018. Em 29 de agosto de 2019, porém, o Pontífice designou-o como administrador apostólico sede plena et ad nutum Sanctae Sedis da Diocese de Carora, cujo bispo incumbente, Dom Luis Armando Tineo Rivera, tivera que licenciar-se de suas funções por motivos de saúde. Tendo o Papa aceitado à renúncia definitiva deste último, Dom Ubaldo prosseguiu como administrador apostólico, agora sede vacante, até a nomeação de um novo bispo, na pessoa de Dom Carlos Enrique Curiel Herrera, SchP. Dom Ubaldo deu-lhe posse em 22 de maio de 2021.